# Yahoo! Meme
Yahoo! Meme è stato un servizio gratuito di social network e microblogging sviluppato da Yahoo!.

## Storia
Yahoo! Meme viene lanciato nell'agosto del 2009. Inizialmente il servizio era disponibile solo in lingua portoghese ma nello stesso mese venne resa disponibile la versione in lingua spagnola. In questa prima fase l'accesso era possibile solo su invito di un utente già iscritto o inserendo il proprio indirizzo email in una apposita lista di attivazione.
A settembre 2009 viene aggiunta la versione in lingua inglese. A dicembre 2009 si aggiunge anche la versione in lingua cinese. Oltre a quelle citate il servizio è disponibile anche in lingua indonesiana.
Yahoo! ha chiuso ufficialmente Meme il 25 maggio 2012. Già dal 25 aprile dello stesso anno Meme era accessibile in sola lettura, senza cioè la possibilità di aggiungere nuovi contenuti.

## Caratteristiche
Meme consente la pubblicazione in ordine cronologico di immagini e testi. Contenuti video possono essere incorporati da altri sito come YouTube e Vimeo semplicemente ricopiandone l'indirizzo.
Similmente a Twitter, Meme offre la funzione Follow che permette di seguire le attività di altri iscritti. La funzione Repost permette invece di ripubblicare al volo i post di altri utenti aggiungendo un proprio commento. La piattaforma di pubblicazione integra anche il supporto per i temi grafici e uno strumento di condivisione che consente di segnalare i singoli post su Facebook, Twitter ed Orkut.
Nell'aprile 2010 Yahoo! ha annunciato di aver acquisito il dominio me.me grazie al quale i profili di Meme possono essere raggiunti attraverso un indirizzo del tipo me.me/username oltre che nel precedente formato (meme.yahoo.com/username).